# Козинский, Исаак Шаевич
Исаа́к Ша́евич Кози́нский (англ. Isaac Kozinsky, 1947, Черновцы — 2 ноября 1992, Нью-Йорк) — российский лингвист. Работы по синтаксической и морфологической типологии, языковым универсалиям.

## Биография
Окончил романо-германское отделение филологического факультета МГУ (1971); одновременно посещал занятия на отделении структурной и прикладной лингвистики, где познакомился со своей будущей женой, талантливым лингвистом Н. К. Соколовской. Кандидатскую диссертацию (1979) «Некоторые грамматические универсалии в подсистеме субъектно-объектных отношений» защитил также в МГУ. На работу по специальности И. Ш. Козинскому устроиться не удалось, несмотря на высокую оценку его исследований и поддержку ряда ведущих типологов тех лет (особенно В. П. Недялкова). Большой личной трагедией для него была внезапная смерть жены от последствий неудачной операции в 1985 г. По настоянию родственников и политическим убеждениям, в 1989 г. эмигрировал в США, но и там не смог получить работу по специальности и вскоре умер от рака. При жизни им была опубликована всего одна брошюра и несколько статей на русском и английском языках (часть из них в соавторстве).

## Вклад в науку
Несмотря на то, что И. Ш. Козинский прожил только 45 лет и занимал крайне маргинальное положение в официальных научных структурах, многие считают его одним из самых оригинальных российских типологов 1970—1980-х гг. Хорошо зная и западную, и отечественную традицию, он не принадлежал ни к какой определённой школе и в своих работах старался выступать с позиций здравого смысла, подкреплённых обширным эмпирическим материалом; наибольшая идейная близость связывает его с Петербургской типологической школой, в работе которой он принял участие в 1980-е гг. И. Ш. Козинский один из первых в российской лингвистике стал работать с большими языковыми выборками в несколько сотен языков. Ряд его построений перекликаются с идеями американских типологов как функционального (Дж. Николс), так и формального (Э. Кинан) направления. В одной из своих наиболее крупных работ показал неоднородность понятия «подлежащее» применительно к русскому языку. Последние его статьи посвящены типологии результативных и залоговых конструкций.

## Основные работы
- И. Ш. Козинский. Некоторые грамматические универсалии в подсистеме субъектно-объектных отношений. Кандидатская диссертация, МГУ, 1979.
- И. Ш. Козинский. О категории «подлежащее» в русском языке // Предварит. публикации проблемной группы по экспериментальной и прикладной лингвистике ИРЯ АН СССР. М., 1983, Вып. 156.
- И. Ш. Козинский. Некоторые универсальные особенности систем склонения личных местоимений // И. Ф. Вардуль (ред.). Теория и типология местоимений. М.: Наука, 1980.
- И. Ш. Козинский, Н. К. Соколовская. О соотношении актуального и синтаксического членения в синхронии и диахронии // В. М. Солнцев (ред.). Восточное языкознание: грамматическое и актуальное членение предложения. М.: Наука, 1984.
- И. Ш. Козинский. К вопросу об исключениях из лингвистических универсалий // В. М. Солнцев и др. (ред.). Лингвистическая типология. М.: Наука, 1985.
- I. Kozinsky. Resultatives: results and discussion // V.P. Nedjalkov (ed.). Typology of resultative constructions. Amsterdam: Benjamins, 1988.
- I. Kozinsky, V. Nedjalkov, M. Polinskaja. Antipassive in Chukchee: oblique object, object incorporation, zero object // M. Shibatani (ed.). Passive and voice. Amsterdam: Benjamins, 1988.
- I. Kozinsky, M. Polinsky. Causee and patient in the causative of transitive: coding conflict or doubling of grammatical relations? // B. Comrie et al. (eds.). Causatives and transitivity. Amsterdam: Benjamins, 1993.
- И. Ш. Козинский. Три заметки по типологии // Вопросы языкознания, 1995, № 1, с. 144—153.